# Tanguy Roche
Tanguy Roche (ur. 15 kwietnia 1984 w Moûtiers) – francuski biathlonista, wicemistrz świata juniorów w sztafecie, brązowy medalista mistrzostw Europy w sztafecie.
Roche biathlon zaczął trenować w 2000 r., zaś cztery lata później znalazł się w kadrze Francji. W 2003 r. pojechał na mistrzostwa świata juniorów. Najlepszym jego wynikiem było 12. miejsce w biegu indywidualnym. W 2005 r. na mistrzostwach świata juniorów w Kontiolahti zdobył srebrny medal w sztafecie. W 2010 na mistrzostwach Europy wywalczył brąz w sztafecie. W sezonie 2009/2010 zadebiutował w zawodach Pucharu Świata, zajmując 59. miejsce w sprincie oraz 36 w biegu pościgowym, podczas zawodów w Holmenkollen.
Jest podoficerem Francuskich Sił Zbrojnych.

## Osiągnięcia

### Puchar Świata

#### Miejsca w klasyfikacji generalnej
| Sezon     | Miejsce |
| --------- | ------- |
| 2009/2010 | 112     |

### Mistrzostwa świata juniorów
| 2003 Kościelisko (Polska)    | 12. miejsce (IN), 17. miejsce (SP), 14. miejsce (PU), 16. miejsce (RL) |
| 2005 Kontiolahti (Finlandia) | 16. miejsce (SP), 11. miejsce (PU), 2. miejsce (RL)                    |

### Mistrzostwa Europy
| 2009 Ufa (Rosja)      | 42. miejsce (IN), 32. miejsce (SP), 22. miejsce (PU), 6. miejsce (RL) |
| 2010 Otepää (Estonia) | 24. miejsce (IN), 31. miejsce (SP), 4. miejsce (PU), 3. miejsce (RL)  |

### Puchar IBU

#### Miejsca w klasyfikacji generalnej
| Sezon     | Miejsce |
| --------- | ------- |
| 2005/2006 | 11      |
| 2006/2007 | 17      |
| 2007/2008 | 9       |
| 2008/2009 | 16      |
| 2009/2010 | 14      |

#### Miejsca na podium chronologicznie
| Lp. | Dzień    | Rok  | Miejscowość        | Konkurencja               | Lokata | Pudła   | Czas biegu  | Strata  | Zwycięzca   |
| --- | -------- | ---- | ------------------ | ------------------------- | ------ | ------- | ----------- | ------- | ----------- |
| 1.  | 12 marca | 2006 | Martello           | Bieg pościgowy na 12,5 km | 1.     | 0+0+1+2 | 42:07.0 min | –       | –           |
| 2.  | 8 marca  | 2008 | Cesana San Sicario | Sprint na 10 km           | 3.     | 0+0     | 24:40.4 min | +14.5 s | Daniel Böhm |